# Carlo Cremaschi
Carlo Cremaschi (Calcinate, 22 gennaio 1917 – Bergamo, 27 luglio 1984) è stato un politico e partigiano italiano.
Era il penultimo dei sette figli di Serafina Belotti e Luigi Cremaschi: il padre, contadino, muore nell'estate del 1926 quando Carlo sta svolgendo gli esami di terza elementare. Il bambino viene "adottato" dal fratello primogenito don Giovanni e dalla sorella Orsola che lo fanno studiare fino alla maturità classica, superata come privatista al Liceo Sarpi nel 1937.

## L'insegnamento
Si iscrive alla Facoltà di Lettere dell'Università Cattolica del Sacro Cuore di Milano, dove si lega al prof. Giuseppe Amatucci, che sarà suo relatore di laurea. Appassionato di latino, risulta vincitore nel V concorso nazionale di prosa latina, bandito dal Regio Istituto di Studi Romani per l'anno 1940. L'anno dopo si laurea a pieni voti con una tesi dal titolo 'Il dolore di Cicerone'. Il fratello maggiore Giovanni si laurea lo stesso anno con una tesi di laurea in Letteratura latina medievale  su Mosè del Brolo con relatore Ezio Franceschini di cui diventerà assistente volontario giungendo a divenire alla fine degli anni Cinquanta professore straordinario di Letteratura latina medievale. Nel frattempo era divenuto direttore della Biblioteca Angelo Maj a Bergamo e quindi dirigeva la rivista "Bergomum". Carlo è richiamato alle armi immediatamente dopo la laurea e assegnato al Distretto Militare di Bergamo: farà qui tutto il servizio, con il grado di caporale, ottenendo però il permesso di insegnare: il primo incarico sarà nel 1941-42, come supplente, alla Scuola media Petteni in città. Contemporaneamente è nominato assistente (volontario) per gli anni accademici 1944-45 e 45-46 alla cattedra di letteratura latina dell'Università Cattolica, retta dal prof. Giovanni Battista Pighi. Gli viene conferita dal Rettore un incarico d'insegnamento per l'anno 1948-49 (lettorato di Lingua latina) ma vi rinuncia per l'incompatibilità con gli impegni parlamentari.
Nell'anno scolastico 1942-43 è supplente all'Istituto magistrale Paolina Secco Suardo, in città, mentre dal 1943 ottiene la cattedra di ruolo come insegnante di latino e greco presso il Liceo classico Paolo Sarpi, dove si svolgerà tutta la sua vita di insegnante.

A fine estate del 1942 si sposa con Marussia Galmozzi, compagna di studi universitari.

Nel 1943 nasce il primo dei dieci figli, cui viene dato il nome del nonno materno, Ferruccio.

## L'impegno politico
Nei giorni della liberazione, Carlo – che dal gennaio 1944 aveva avuto un ruolo quale 'comandante di zona' delle Brigate del popolo per la zona che va da Bergamo a Sarnico (Brigata Monte Ronzone) - è nominato presidente del Fronte della Gioventù e in tale qualità membro del CLN provinciale, nonché presidente del CLN Scuola.
Con l'inizio della vita politica democratica, avendo aderito alla Democrazia Cristiana, è delegato provinciale del Movimento Giovanile e quindi segretario della sezione cittadina dal luglio 1945 al 2 giugno 1946. Nel 1945 scrive il testo “Fede e libertà”, inno ufficiale della DC bergamasca.

## 1946 - 1953: Deputato alla Costituente e alla prima legislatura
Nel 1946 – dopo che il suocero Ferruccio Galmozzi è eletto sindaco di Bergamo, carica che coprirà per 10 anni - alle elezioni del 2 giugno per l'Assemblea Costituente, viene eletto deputato nelle liste della DC. Con i suoi 29 anni è il più giovane dei 18 parlamentari del collegio Bergamo-Brescia. 
Durante la Costituente partecipa ai lavori della Commissione permanente legislativa. Fa parte anche della seconda Commissione ministeriale per l'inchiesta sulla riforma scolastica.
Nelle elezioni del 18 aprile 1948 per il Primo Parlamento italiano viene rieletto deputato per la DC. È segretario del Gruppo parlamentare DC fino al 1950. Si occupa – oltre che di molte questioni di interesse locale – di temi quali il federalismo e la regolamentazione della radiodiffusione; fa parte delle commissioni per l'istruzione e per l'agricoltura.
Nel 1953, dopo una furibonda battaglia per le preferenze tra le correnti Dc, non viene rieletto alla Camera.

## Anni Sessanta - Settanta: l'attività editoriale e amministrativa
Come sviluppo di una prima esperienza editoriale nata in seno alle Arti Grafiche, nasce nel 1949 l'Istituto Italiano Edizioni Atlas (soci Gino Giavazzi, Gianni Arnoldi, Carlo Cremaschi e Nicolini), casa editrice specializzata nella scolastica. Due anni dopo Cremaschi e Arnoldi, coinvolgendo l'imprenditore Daniele Turani e l'insegnante Severino Citaristi, fondano la Minerva Italica.
Dopo l'esperienza di parlamentare, torna a insegnare al Sarpi e comincia una presenza assidua alla Minerva Italica. 
Continua la vita politica nella DC. Nel 1956 ritorna alla vita amministrativa con l'elezione al Consiglio comunale di Bergamo, dove svolgerà il ruolo di capogruppo Dc. Sarà anche dal 1962 presidente del Consorzio Bonifica Bassa Pianura e dell'Ospedale Passi di Calcinate. 
Pubblica il volumetto “Tormenta (Mario Zeduri)” in cui ricostruisce il profilo di un giovanissimo partigiano cattolico ucciso nel corso della battaglia alla Malga Lunga con Giorgio Paglia.
Nel 1960 viene rieletto consigliere comunale di Bergamo. Colpito da un ictus nel settembre 1963 mentre è nel suo ufficio alla Minerva Italica, rimane in pericolo di vita per alcune settimane. Lascia per un anno ogni attività professionale e pubblica. 
Nel 1969 rileva dalla Minerva Italica il marchio Juvenilia e si mette in proprio. Non rientrerà più nella vita politica.
Nel settembre 1973 viene collocato in pensione. Si occupa a tempo pieno della Juvenilia fino al 1983, quando si ritira per motivi di salute.

## Exitus
Colpito da tumore al fegato, il 27 luglio 1984 muore dopo due mesi di malattia. Lascia, oltre alla moglie e ai dieci figli, otto nipotini. Al funerale, lunedì 31 luglio nella Chiesa parrocchiale di Santa Caterina, viene letto il testo latino della lettera 25 dalle “Epistole morali” di Seneca.